# Grupo de Mídias da China
China Media Group (CMG; chinês simplificado: 中央广播电视总台, lit. ‘Central Radio-Television General Station’); pronúncia: [tʂʊ́ŋ.jɑ́ŋ.kwɑ̀ŋ.pɔ́.tjɛ̂n.ʂɨ̂.tsʊ̀ŋ.tʰǎɪ], também conhecida como Voz da China,ou Grupo de Mídias da China, é a Empresa estatal de Mídia predominante por meio de transmissão de rádio e televisão na República Popular da China. Foi fundada em 21 de março de 2018 através da fusão da CCTV, CGTN, CNR, e CRI.

## História
Em 21 de março de 2018, o Governo da República Popular da China anunciou que a Televisão Central da China, a Rádio Nacional da China e a Rádio Internacional da China formariam parte de uma nova supercorporação nacional, o China Media Group, após a primeira sessão do 13º Congresso Popular Nacional. No mesmo dia, Shen Haixiong, presidente da CCTV, foi nomeado presidente do China Media Group.
A CMG foi criada para servir como holding dos serviços nacionais e internacionais de transmissão de rádio e televisão da República Popular da China, para conectar milhões de chineses da China Continental, de Hong Kong, de Macau e de Taiwan, bem como expatriados no exterior.
Um dos ativos do CMG, particularmente a CGTN, foi registrado como agente estrangeiro nos termos da FARA dos Estados Unidos da América em 2019.
Em 2020, vários ativos do CMG, especialmente a CGTN e a China Radio International, foram designados como missões estrangeiras pelo Departamento de Estado dos Estados Unidos.

## Lista de presidentes
| Nº | Nome          | Posse do Cargo      | Tipo de Cargo | Notas         |
| -- | ------------- | ------------------- | ------------- | ------------- |
| 1  | Shen Haixiong | 21 de Março de 2018 | Titular       | [ 11 ] [ 12 ] |